# Julie Finne-Ipsen
Julie Finne-Ipsen (født 22. januar 1995) er en dansk badminton- og golfspiller, der på klubplan spiller i Værløse Badminton.

## Karriere

### Badminton
Finne-Ipsen sluttede på en andenplads ved Hungarian International 2012 i damedouble, hvor hun spillede med makkeren Rikke Søby Hansen. Ved Estonian International 2013 og  Croatian International 2013 sluttede makkerparret igen på en andenplads. Ved junior-EM 2013 i Ankara, sluttede makkerparret med en sølvmedalje. Ved samme mesterskab tog Ipsen en bronzemedalje i mix-double med Kasper Antonsen. Samme år tog Finne-Ipsen og Hansen førstepladsen ved Norwegian International.